# Enrique de Montfort
Enrique de Monfort o Sir Henry de Montfort (noviembre de 1238 - 4 de agosto de 1265) era hijo de Simon de Montfort, sexto conde de Leicester, y con su padre desempeñó un papel importante en la lucha de los barones contra el rey Enrique III. La madre de Enrique era la princesa Leonor Plantagenet, hija del rey Juan sin Tierra, cuyo matrimonio con Simón de Monfort aumentó aún más la influencia extranjera iniciada por el rey, lo que resultó en una gran hostilidad por parte de los mismos barones que más tarde se rebelaron contra el rey.

## La rebelión de los barones
El padre de Enrieue, Simón de Montfort, 6º conde de Leicester, fue el principal de los barones ingleses en la segunda guerra de los Barones. A su vez, Simon era el hijo menor de Simón IV de Montfort, 5º conde de Leicester, noble francés que había sido excluido de sus títulos y aspiraciones inglesas debido a su lealtad a la Corona francesa. Tras la muerte de su padre, el joven Simon, junto con su hermano mayor, había cambiado sus intereses en los títulos franceses de la familia por los títulos ingleses, y en 1229 marcharon a Inglaterra para reafirmar sus derechos. Al convertirse en favorito de Enrique III, el joven Simón de Montfort recibió permiso para casar con la hermana del rey, Leonor de Inglaterra, gran mejora en su estatus social que alarmó a la nobleza inglesa. En agradecimiento por el apoyo del Rey, Simón llamó a su hijo primogénito Enrique (de Monfort).
A pesar de esto, Enrique de Montfort se puso del lado de su padre y los otros nobles en la revuelta contra Enrique III o segunda guerra de los Barones, con Simón de Monfort emergiendo como el líder de la rebelión y Senescal de Inglaterra, el hombre más poderoso del país. En enero de 1264, Enrique fue uno de los diputados enviados para representar a los barones en el encuentro de Amiens. Dejando de lado la reunión, volvió a Inglaterra con un destacamento de soldados para asegurar la frontera con Gales. El 28 de febrero, irrumpió y saqueó Worcester, y poco después tomó Gloucester, pero ante la llegada del príncipe Eduardo alcanzó una tregua con él y se retiró a Kenilworth. El 14 de mayo de 1264, junto con su hermano Guy de Montfort, triunfó en la batalla de Lewes, luchando en la vanguardia, en la que Simón de Monfort hizo prisioneros al rey Enrique, a Ricardo, hermano del rey y al heredro de la corona, el príncipe Eduardo. Después de la victoria, el 28 de mayo, fue nombrado alguacil del castillo de Dover, Señor de los Cinco Puertos (Cinque Ports) y tesorero de Sandwich.
Cuando comenzó el asedio de Gloucester en 1265, Enrique de Montfort y Humphrey de Bohun, que tenían prisioneros al Rey y al Príncipe Eduardo (más tarde Eduardo I de Inglaterra), pasaron dos semanas fortificando la ciudad y el castillo. A continuación Enrique se dirigió con su padre a Evesham, donde tenían la intención de encontrarse con el hermano menor de Enrique, Simon de Montfort el Joven. En su lugar, se encontraron con el Príncipe Eduardo, que había escapado de sus vigilantes y tomado las armas para apoyar la causa del rey. Eduardo había tendió una emboscada al ejército del joven de Montfort, al que venció. Luego marchó bajo los estandartes de Montfort para tender una trampa a Enrique y a su padre, Simon, que fueron derrotados y muertos en la batalla de Evesham. Sus restos descansan en la que fuera gran abadía benedictina de Evesham

## La familia De Monfort
El hermano de Enrique, Simon, llegó a Evesham a tiempo para ver la cabeza de su padre clavada en una lanza. Otro hermano, Guido de Montfort, fue capturado durante la batalla y encarcelado. Más tarde, Guy escapó y junto con el joven Simon huyó al continente. Encontraron fortuna al servicio de Carlos de Anjou, rey de Francia. Más tarde vengaron las muertes de su padre y hermano al matar a Enrique de Almain, sobrino del Rey y primo también de los Monfort. Como el crimen tuvo lugar en la Iglesia de San Silvestre de Viterbo, los hermanos fueron excomulgados. Simon murió poco después. Como conde de Nola, Guido tuvo dos hijas, convirtiéndose al tiempo en antepasado de varias familias reales europeas, incluidas las británicas. Otro hermano, Amaury de Montfort, también huyó a Italia. Como clérigo, trabajó en los Estados Pontificios, antes de acompañar a su hermana Leonor de Montfort a Gales, quien iba a casar con Llywelyn ap Gruffydd (el último), Príncipe de Gales. Capturados por mercenarios al servicio del rey Eduardo, los hermanos fueron finalmente liberados y el matrimonio de Leonor se celebró. Leonor murió al dar a luz a Gwenllian de Gales,el 19 de junio de 1282. Amaury retornó al continente para ejercer de clérigo y luego de caballero. Murió algo después del 1301.